# Tritodynamia bengalensis
Tritodynamia bengalensis — вид крабів родини Macrophthalmidae. Описаний у 2021 році.

## Поширення
Вид поширений в мілких прибережних водах штату Західна Бенгалія, Індія.